# オールナイトニッポンモバイル
オールナイトニッポンモバイルは、かつてニッポン放送がスマートフォンアプリで配信していたネットラジオ。パソコンからはRaditalで聴くことが出来ていた。
2009年7月15日運用開始。略称はANNM。

## 開始当初
ニッポン放送モバイル1242で、2009年に『ビートたけしのオールナイトニッポンディレクターズカット版』や『オードリーのオールナイトニッポンR スペシャルナイト』『帰ってくる!石川よしひろのオールナイトニッポン』を配信すると、ダウンロード数が増加したことからオールナイトニッポンモバイルを開始した。当初はスマートフォンアプリに加えて携帯電話（フィーチャーフォン）で先行配信した。
- 1番組毎にダウンロード1回につき複数ファイルを配信し、7分間の1ファイルを105円でダウンロード販売した。
- 水曜日に最新ファイルをアップロードした。
- 各番組の初回配信分最初の1ファイルは無料とした。
- レーベル立ち上げ当初、復活してほしいオールナイトニッポンパーソナリティを募集した。
- 「今が旬の人気若手芸人シリーズ」 のよしもとクリエイティブ・エージェンシー所属芸人のみ、ケータイよしもと（吉本興業携帯電話用ウェブサイト）でも配信した。

## 配信番組

### 2009年
2009年7月15日配信開始
- デーモン小暮のオールナイトニッポンモバイル
  - 月頭配信の各回冒頭1ファイル分（オープニングトーク）は無料。地上波放送時には無かった、メールアドレスがある。
- 松村邦洋のオールナイトニッポンモバイル
- 土屋礼央のオールナイトニッポンモバイル
  - 予告編無料。新作はオールロケ。第4回配信からホーム・アンド・アウェー方式（なんだ礼央化RADIO!と同類似的方式）に移行
- 鶴光のオールナイトニッポン事件簿〜鶴のウラ噺
  - ニッポン放送 ポッドキャスティングステーション配信終了時からモバイル1242に移行
- 帰ってきた!ビートたけしのオールナイトニッポン
  - 2009年2月23日放送分（オールナイトニッポン40周年記念 俺たちのオールナイトニッポントップバッター）ディレクターカット

2009年7月22日配信開始
- ドランクドラゴンのオールナイトニッポンモバイル
  - 2010年8月4日以降『モバイル1242』月額会員コンテンツとして移転配信。
- 桃華絵里のオールナイトニッポンモバイル
- オードリーのオールナイトニッポンモバイル
  - 2009年8月5日放送分『オードリーのオールナイトニッポン』再放送、2009年9月30日配信終了
  - 2009年12月1日 - 2010年4月28日配信終了、『オードリーのオールナイトニッポン』レギュラー放送2回目3回目期間限定配信
  - 2009年12月1日 - 2010年4月28日配信終了、『オードリーのオールナイトニッポン』レギュラー放送2回目3回目期間限定配信
  - 2010年3月17日 - 6月30日配信終了、第13回『むつみ荘』収録回期間限定配信
  - 2010年4月7日 - 第16回『春日病欠＆病室からリスナー春日生電話』期間限定配信
  - 2010年6月16日 - 第36回『若林 笑えないいいとも生演技 他』期間限定配信
  - 2010年6月23日 - 第37回『10年目のプロポーズ大作戦』期間限定配信
  - 2010年6月30日 - 第38回『若林 いいとも生演技クラッシュ再び』期間限定配信
  - 2010年7月3日 - 第39回『10年目のプロポーズ完結編』期間限定配信
  - 2010年7月10日 - 第40回『どうするどうなる明日の春日』期間限定配信

2009年7月29日配信開始
- 宮川賢のオールナイトニッポンモバイル

2009年8月5日配信開始
- 土田晃之のオールナイトニッポンモバイル

2009年8月12日配信開始
- 石川よしひろのオールナイトニッポンモバイル

2009年8月19日配信開始
- √9のオールナイトニッポンモバイル #外部リンク参照。

2009年9月16日配信開始
- 美吉田月のオールナイトニッポンモバイル
  - 唯一全編無料配信
- オールナイトニッポンモバイルスペシャル 井手コウジとクールKのゲルゲットショッキングセンター
  - iPhoneアプリでも2010年2月19日より配信開始

2009年9月23日配信開始
- D.W.ニコルズのオールナイトニッポンモバイル

2009年10月7日配信開始
- SuGのオールナイトニッポンモバイル

2009年10月28日配信開始
- オールナイトニッポンモバイルスペシャル ドリアン助川の正義のラジオ!ジャンベルジャン!

2009年11月5日配信開始
- AK-69のオールナイトニッポンモバイル
- THE KIDDIEのオールナイトニッポンモバイル

2009年11月9日配信開始
- 今が旬の人気若手芸人シリーズ
  - しずるのオールナイトニッポンモバイル
  - ハイキングウォーキングのオールナイトニッポンモバイル
  - フルーツポンチのオールナイトニッポンモバイル
  - ものいいのオールナイトニッポンモバイル

2009年11月18日配信開始
- 今が旬の人気若手芸人シリーズ
  - NON STYLEのオールナイトニッポンモバイル
  - ジャルジャルのオールナイトニッポンモバイル
  - ゆってぃのオールナイトニッポンモバイル

2009年11月25日配信開始
- オールナイトニッポンモバイルスペシャル ラジオドラマ「臨死!!江古田ちゃん」
- 今が旬の人気若手芸人シリーズ
  - 響のオールナイトニッポンモバイル
  - キングオブコメディのオールナイトニッポンモバイル
  - ラバーガールのオールナイトニッポンモバイル

2009年12月2日配信開始
- 今が旬の人気若手芸人シリーズ
  - はんにゃのオールナイトニッポンモバイル

2009年12月9日配信開始
- 今が旬の人気若手芸人シリーズ
  - ライセンスのオールナイトニッポンモバイル
- 垣花正と森永卓郎のニュースわかんない!?モバイル（2010年2月8日期間限定配信終了）

2009年12月16日配信開始
- 笑福亭鶴光のオールナイトニッポンモバイル
  - iPhoneアプリでも2010年2月19日より配信開始
- アイドリング!!! 三宅ひとみと橋本楓のオールナイトニッポンモバイル
- 今が旬の人気若手芸人シリーズ
  - モンスターエンジンのオールナイトニッポンモバイル

2009年12月23日配信開始
- 今が旬の人気若手芸人シリーズ
  - 狩野英孝のオールナイトニッポンモバイル
  - いとうあさこのオールナイトニッポンモバイル

2009年12月30日配信開始
- 今が旬の人気若手芸人シリーズ
  - フォーリンラブのオールナイトニッポンモバイル
  - ハマカーンのオールナイトニッポンモバイル

### 2010年
2010年1月13日配信開始
- パンクブーブーのオールナイトニッポンモバイル
  - 2010年1月2日放送分の『パンクブーブーのオールナイトニッポンR』再編集版
- 今が旬の若手芸人シリーズ
  - どきどきキャンプのオールナイトニッポンモバイル
  - 我が家のオールナイトニッポンモバイル

2010年1月20日配信開始
- 今が旬の若手芸人シリーズ
  - チーモンチョーチュウのオールナイトニッポンモバイル
- AKB48柏木由紀と高城亜樹のオールナイトニッポンモバイル
  - iPHONEアプリケーションが複数回分作られた。第7回その2（2010年8月11日配信分）は無料

2010年1月27日配信開始
- TAKUYAのオールナイトニッポンモバイル

2010年2月3日配信開始
- アイドリング!!! 横山ルリカと河村唯のオールナイトニッポンモバイル
- 角田龍平のオールナイトニッポンモバイル
- オリエンタルラジオのオールナイトニッポンR傑作選 再編集版
  - 2011年2月23日、オリエンタルラジオのオールナイトニッポンモバイル オリジナル版初回配信開始

2010年2月10日配信開始
- ベッキー♪#のオールナイトニッポンモバイル
- 2009年11月30日放送分の『ベッキー♪#のオールナイトニッポン』再編集版
- 今が旬の若手芸人シリーズ
  - 次長課長のオールナイトニッポンモバイル
- 平成立川ボーイズのオールナイトニッポンモバイル

2010年2月17日配信開始
- 今が旬の若手芸人シリーズ
  - ロザンのオールナイトニッポンモバイル

2010年2月24日配信開始
- 今が旬の若手芸人シリーズ
  - ナイツのオールナイトニッポンモバイル
- アイドリング!!! 遠藤舞と外岡えりかと長野せりなのオールナイトニッポンモバイル
  - 第2回配信（2010年5月19日配信）以降は、『アイドリング!!!遠藤舞と外岡えりかと長野せりなと伊藤祐奈のオールナイトニッポンモバイル』

2010年3月3日配信開始
- Kagrra,のオールナイトニッポンモバイル Kagrra,一志の妖怪鬼談

2010年3月10日配信開始
- 今が旬の若手芸人シリーズ
  - 磁石のオールナイトニッポンモバイル
- コン・テユのオールナイトニッポンモバイル

2010年3月17日配信
- 今が旬の若手芸人シリーズ
  - パンサーのオールナイトニッポンモバイル

2010年3月31日配信開始
- アイドリング!!! 谷澤恵里香と森田涼花のオールナイトニッポンモバイル
- 中河内雅貴と東山義久のオールナイトニッポンモバイル
- 今が旬の若手芸人シリーズ
  1. カナリアのオールナイトニッポンモバイル
  2. あべこうじのオールナイトニッポンモバイル

2010年4月14日配信開始
- アイドリング!!! 菊地亜美と大川藍のオールナイトニッポンモバイル

2010年4月21日配信開始
- 今が旬の若手芸人シリーズ
  - ピースのオールナイトニッポンモバイル

2010年4月28日配信開始
- 神谷浩史のオールナイトニッポンモバイル
2010年4月16日放送分の『神谷浩史のオールナイトニッポンR』+未放送ファイル
- 今が旬の若手芸人シリーズ
  - 平成ノブシコブシのオールナイトニッポンモバイル

2010年5月19日配信
- 今が旬の若手芸人シリーズ
  - 麒麟のオールナイトニッポンモバイル

2010年5月26日配信
- スマイレージのオールナイトニッポンモバイル
  - 2010年5月14日の『スマイレージのオールナイトニッポンR』再編集版+未放送反省会ファイル

2010年6月2日配信
- アイドリング!!! 朝日奈央と大川藍のオールナイトニッポンモバイル
- 大槻ケンヂのオールナイトニッポンモバイル
  - 2010年5月21日放送の『大槻ケンヂのオールナイトニッポンR』完全版

2010年6月9日配信
- 今が旬の若手芸人シリーズ
  - 庄司智春のオールナイトニッポンモバイル

2010年6月23日配信
- 今が旬の若手芸人シリーズ
- Wコロンのオールナイトニッポンモバイル

2010年7月7日配信
- 腐男塾のオールナイトニッポンモバイル

2010年7月14日配信
- SKE48のオールナイトニッポンモバイル
  - 2010年7月9日放送分『SKE48のオールナイトニッポンR』再編集版
  - 2011年3月6日収録『SKE48のオールナイトニッポンR』再編集版（2011年6月1日配信開始）、3月11日深夜3時に放送を予定したが東日本大震災の緊急編成に伴い中止し、ファンの問い合わせも多くモバイルファイルになる。
  - 2010年7月26日放送分 SKE48のオールナイトニッポン(2011年11月8日配信開始)
  - 2010年11月11日放送分『SKE48のオールナイトニッポンR』再編集版（2011年12月29日配信開始）
  - 2012年1月20日放送分『SKE48のオールナイトニッポンR』再編集版（2012年2月15日配信開始）

2010年8月4日配信
- ユージと中野裕太のオールナイトニッポンモバイル
- スフィアのオールナイトニッポンモバイル
  - 2010年6月18日放送分『スフィアのオールナイトニッポンR』再編集版

2010年8月11日配信
- アイドリング!!! フォンチーと酒井瞳のオールナイトニッポンモバイル
- accessのオールナイトニッポンモバイル

2010年8月18日配信開始
- - 2010年7月31日放送分『芽原実里のオールナイトニッポンR』再編集版

2010年8月25日配信開始
- ミッツ・マングローブのオールナイトニッポンモバイル

2010年9月1日配信開始
- アイドリング!!! 橘ゆりか・倉田瑠夏のオールナイトニッポンモバイル

2010年9月15日配信開始
- 杉ありさ＆宇井愛美のオールナイトニッポンモバイル

2010年9月22日配信開始
- 今が旬の若手芸人シリーズ
  - Wエンジンのオールナイトニッポンモバイル

2010年10月20日配信開始
- 中野腐女子シスターズのオールナイトニッポンモバイル

2010年11月3日配信開始
- ももいろクローバーのオールナイトニッポンモバイル

2010年11月10日配信開始
- mycoと種村有菜のオールナイトニッポンモバイル 満月に恋して

2010年12月15日配信開始
- 松坂桃李のオールナイトニッポンモバイル
  - 2010年10月22日放送分『松坂桃李のオールナイトニッポンR』再編集版
- 西内まりやのオールナイトニッポンモバイル

### 2011年
2011年1月8日配信開始
- accessのオールナイトニッポンモバイル

2011年1月19日配信開始
- モーニング娘。のオールナイトニッポンモバイル
  1. モーニング娘。高橋愛と新垣里沙のオールナイトニッポンモバイル（2011年10月5日までの期間限定配信予定）
  2. モーニング娘。新垣里沙と道重さゆみのオールナイトニッポンモバイル
  3. モーニング娘。新垣里沙と鞘師里保と鈴木香音のオールナイトニッポンモバイル
  4. モーニング娘。新垣里沙と田中れいなのオールナイトニッポンモバイル
  5. モーニング娘。新垣里沙と光井愛佳のオールナイトニッポンモバイル
  6. モーニング娘。新垣里沙と 石田亜佑美のオールナイトニッポンモバイル
  7. モーニング娘。新垣里沙と工藤遥のオールナイトニッポンモバイル
  8. モーニング娘。新垣里沙と飯窪春菜のオールナイトニッポンモバイル
  9. モーニング娘。新垣里沙と佐藤優樹のオールナイトニッポンモバイル
  10. モーニング娘。鈴木香音と佐藤優樹と工藤遥のオールナイトニッポンモバイル
  11. モーニング娘。飯窪春菜と譜久村聖と鈴木香音のオールナイトニッポンモバイル

2011年1月26日配信開始
- 森田美位子のオールナイトニッポンモバイル

2011年3月2日配信開始
- 富田麻帆のオールナイトニッポンモバイル

2011年3月16日配信開始
- アイドリング!!! 野元愛と後藤郁と尾島知佳のオールナイトニッポンモバイル

2011年5月4日配信開始
- 石川よしひろと宮川賢のオールナイトニッポンモバイル

2011年5月25日配信開始
- サカイスト・ブロードキャストのオールナイトニッポンモバイル
  - 2011年5月5日イマジンスタジオで公開録音

2011年6月15日配信開始
- 笑い飯のオールナイトニッポンモバイル

2011年7月6日配信開始
- 種村有菜と風男塾のオールナイトニッポンモバイル 風男塾物語

2011年8月3日配信開始
- NoGoDのオールナイトニッポンモバイル
- ギャル曽根のオールナイトニッポンモバイル

2011年8月18日配信開始
- ミューコミちゃんのオールナイトニッポンモバイル

2011年9月7日配信開始
- ももいろクローバーZのオールナイトニッポンモバイル

2011年9月28日配信
- 竹達彩奈のオールナイトニッポンモバイル

2011年10月12日配信開始
- 鬼ヶ島のオールナイトニッポンモバイル
- NMB48のオールナイトニッポンモバイル

2011年11月30日配信開始
- マギーのオールナイトニッポンモバイル

2011年12月7日配信開始
- どきどきキャンプ佐藤満春・伊福部崇の大喜利オールナイトニッポンモバイル

### 2012年
※有楽町モバイルラジオ研究会配信ファイルは除く。モバラジ研究会も参照
2012年1月18日配信開始
- ChocoLeのオールナイトニッポンモバイル

2012年2月29日配信開始
- ななめ45°のオールナイトニッポンモバイル

2012年3月21日配信開始
- Fairiesのオールナイトニッポンモバイル
- DIAMOND☆DOGSのオールナイトニッポンモバイル

2012年3月28日配信開始
- 鬼ヶ島野田＆ラバーガール飛永翼のモノノフラジオだZ

2012年5月16日配信開始		
- DISH//のオールナイトニッポンモバイル

2012年5月23日配信開始
- 亜里沙のオールナイトニッポンモバイル

2012年6月6日配信開始
- 谷山浩子のオールナイトニッポンモバイル

2012年8月15日配信開始
- 相川友希とKONANのオールナイトニッポンモバイル

2012年9月5日配信開始
- CONNECTのオールナイトニッポンモバイル

2012年10月3日配信開始
- 小室哲哉のオールナイトニッポンモバイル

2012年10月31日配信開始
- 恵比寿マスカッツのオールナイトニッポンモバイル

### 2013年
2013年1月16日配信開始
- D2のオールナイトニッポンモバイル
- D2 上鶴徹、三津谷亮、池岡亮介のオールナイトニッポンモバイル

2013年1月30日配信開始
- 山崎あおいのオールナイトニッポンモバイル

2013年2月13日配信開始
- ライムベリーのオールナイトニッポンモバイル

2013年3月12日配信開始
- WEAVERのオールナイトニッポンモバイル

2013年5月29日配信開始
- アップアップガールズ（仮）のオールナイトニッポンモバイル

2013年6月11日配信開始
- チームしゃちほこのオールナイトニッポンモバイル

2013年11月6日配信開始
- 小池里奈のオールナイトニッポンモバイル

### 2014年
2014年2月26日配信開始
- Dorothy Little Happyのオールナイトニッポンモバイル

2014年3月19日配信開始
- 夢みるアドレセンスのオールナイトニッポンモバイル

2014年3月26日配信開始
- BELLRING少女ハートのオールナイトニッポンモバイル

2014年4月2日配信開始
- 田所あずさのオールナイトニッポンモバイル

2014年7月30日配信開始
- Le Lienのオールナイトニッポンモバイル

2014年8月13日配信開始
- 愛乙女★DOLLのオールナイトニッポンモバイル

2014年9月12日配信開始
- 赤マルダッシュ☆のオールナイトニッポンモバイル

2014年10月29日配信開始
- 小島よしおとかもめんたるのオールナイトニッポンモバイル

2014年11月5日配信開始
- ℃-ute萩原舞のオールナイトニッポンモバイル

2014年11月19日配信開始
- Wake Up, Girls!のオールナイトニッポンモバイル

### 2015年
2015年1月10日配信開始
- 葵わかなのオールナイトニッポンモバイル

2015年3月4日配信開始
- Draft Kingのオールナイトニッポンモバイル
- さんみゅ〜のオールナイトニッポンモバイル
- 柊木りおのオールナイトニッポンモバイル

2015年3月20日配信開始
- 古川登志夫と平野文のオールナイトニッポンモバイル

2015年4月3日配信開始
- たんこぶちんのオールナイトニッポンモバイル

### 2016年
2016年4月8日配信開始
- バンドじゃないもん!のオールナイトニッポンモバイル

2016年4月13日配信開始
- 中谷優心のオールナイトニッポンモバイル

2016年5月7日配信開始
- カノエラナのオールナイトニッポンモバイル

2016年9月1日配信開始
- コトブキツカサのオールナイトニッポンモバイル

2016年12月6日配信開始
- 東京CuteCuteのオールナイトニッポンモバイル

### 2017年
2017年2月22日配信開始
- 敦士のオールナイトニッポンモバイル

### 2018年
2018年10月中配信予定
- 『乃木坂46 新内眞衣のオールナイトニッポン0(ZERO)』2018年9月5日（6日未明）放送分再編集版
  - 当日放送中に北海道胆振東部地震が発生し、一部の番組内容が放送中止となった[1]。

### AKB48のオールナイトニッポンモバイル
AKB48のメンバー全員各自番組を持ち、1000以上のダウンロード数で続編が配信。無料のオープニングファイルは『AKB48チームキャプテン 高橋みなみと秋元才加と柏木由紀のオールナイトニッポンモバイル』、そして2010年6月30日配信開始の『AKB48チームK 秋元才加と宮澤佐江と菊地あやかのオールナイトニッポンモバイルAKB48総選挙SP』、完全無料なのは2010年7月30日配信開始の『AKB48 小野恵令奈のオールナイトニッポンモバイル』第4回（最終回）のみ。2011年6月17日放送（前日収録）の「AKB48のオールナイトニッポン選抜全員集合!21人の本音スペシャル」を2011年7月15日から2011年9月9日まで、3名（場合によっては2人1組の場合あり）ずつ1週間限定で未公開部分を含めて配信
当初はニッポン放送携帯サイト「モバイル1242」のみでの配信だったが、2011年6月11日からはAKB48公式携帯サイト「AKB48 Mobile」でも配信を実施している。2013年は続編配信が停止している。
2011年4月から、「「誰かのために」プロジェクト」の趣旨に賛同し、料金の一部は東日本大震災被災者支援のための義援金となる。
2010年4月9日配信開始
1. AKB48 板野友美のオールナイトニッポンモバイル
2. AKB48 北原里英のオールナイトニッポンモバイル
3. AKB48 倉持明日香のオールナイトニッポンモバイル
4. AKB48 小嶋陽菜のオールナイトニッポンモバイル
5. AKB48 佐藤亜美菜のオールナイトニッポンモバイル
6. AKB48 篠田麻里子のオールナイトニッポンモバイル
7. AKB48 高城亜樹のオールナイトニッポンモバイル
8. AKB48 高橋みなみのオールナイトニッポンモバイル（第9回番外編「たかみな的SLAM DUNK名シーンベスト3」は無料配信だがダウンロード数的にはノーカウント）
9. AKB48 中田ちさとのオールナイトニッポンモバイル
10. AKB48 藤江れいなのオールナイトニッポンモバイル
11. AKB48 前田敦子のオールナイトニッポンモバイル（全7回配信）2012年8月31日配信終了
12. AKB48 峯岸みなみのオールナイトニッポンモバイル
13. AKB48 宮崎美穂のオールナイトニッポンモバイル
14. AKB48 松原夏海のオールナイトニッポンモバイル
15. AKB48 秋元才加のオールナイトニッポンモバイル
16. AKB48 内田眞由美のオールナイトニッポンモバイル
17. AKB48 梅田彩佳のオールナイトニッポンモバイル
18. AKB48 大島優子のオールナイトニッポンモバイル
19. AKB48 小野恵令奈のオールナイトニッポンモバイル（全4回配信）2010年12月29日配信終了
20. AKB48 菊地あやかのオールナイトニッポンモバイル
21. AKB48 田名部生来のオールナイトニッポンモバイル
22. AKB48 中塚智実のオールナイトニッポンモバイル
23. AKB48 仁藤萌乃のオールナイトニッポンモバイル
24. AKB48 野中美郷のオールナイトニッポンモバイル
25. AKB48 藤江れいなのオールナイトニッポンモバイル
26. AKB48 松井咲子のオールナイトニッポンモバイル
27. AKB48 峯岸みなみのオールナイトニッポンモバイル
28. AKB48 宮澤佐江のオールナイトニッポンモバイル
29. AKB48 奥真奈美のオールナイトニッポンモバイル（1回のみ）2011年6月30日配信終了
30. AKB48 河西智美のオールナイトニッポンモバイル（全8回配信）
31. AKB48 小林香菜のオールナイトニッポンモバイル
32. AKB48 佐藤夏希のオールナイトニッポンモバイル
33. AKB48 近野莉菜のオールナイトニッポンモバイル
34. AKB48 増田有華のオールナイトニッポンモバイル（全6回配信）2012年12月31日配信終了
35. AKB48 多田愛佳のオールナイトニッポンモバイル
36. AKB48 柏木由紀のオールナイトニッポンモバイル
37. AKB48 片山陽加のオールナイトニッポンモバイル
38. AKB48 指原莉乃のオールナイトニッポンモバイル
39. AKB48 田名部生来のオールナイトニッポンモバイル
40. AKB48 仲川遥香のオールナイトニッポンモバイル
41. AKB48 中塚智実のオールナイトニッポンモバイル
42. AKB48 仲谷明香のオールナイトニッポンモバイル
43. AKB48 仁藤萌乃のオールナイトニッポンモバイル
44. AKB48 平嶋夏海のオールナイトニッポンモバイル（全6回配信）2012年3月31日配信終了
45. AKB48 米沢瑠美のオールナイトニッポンモバイル（全2回配信）2012年3月31日配信終了
46. AKB48 渡辺麻友のオールナイトニッポンモバイル
47. AKB48 岩佐美咲のオールナイトニッポンモバイル
48. AKB48 大家志津香のオールナイトニッポンモバイル
49. AKB48 前田亜美のオールナイトニッポンモバイル
50. AKB48 石田晴香のオールナイトニッポンモバイル
51. AKB48 小森美果のオールナイトニッポンモバイル
52. AKB48 佐藤すみれのオールナイトニッポンモバイル
53. AKB48 鈴木まりやのオールナイトニッポンモバイル
54. AKB48 前田亜美のオールナイトニッポンモバイル

2010年11月5日配信開始
- AKB48 横山由依のオールナイトニッポンモバイル

2012年2月3日配信開始
1. AKB48 島田晴香のオールナイトニッポンモバイル
2. AKB48 中村麻里子のオールナイトニッポンモバイル

2012年2月10日配信開始
1. AKB48 鈴木紫帆里のオールナイトニッポンモバイル
2. AKB48 市川美織のオールナイトニッポンモバイル
3. AKB48 入山杏奈のオールナイトニッポンモバイル
4. AKB48 永尾まりやのオールナイトニッポンモバイル
5. AKB48 大場美奈のオールナイトニッポンモバイル
6. AKB48 島崎遥香のオールナイトニッポンモバイル
7. AKB48 竹内美宥のオールナイトニッポンモバイル
8. AKB48 山内鈴蘭のオールナイトニッポンモバイル

2012年2月17日配信開始
1. AKB48 阿部マリアのオールナイトニッポンモバイル
2. AKB48 仲俣汐里のオールナイトニッポンモバイル

## テーマ曲
- 「Citylights Samba」feat.コーラス田中有紀美（作編曲井手コウジ）

## 終焉と後継サイト
2017年3月11日にRaditalで技術的問題が発生したのを機に、後継サイトであるオールナイトニッポンiを7月31日に配信開始。これにより8月2日をもってサービス終了。 2009年7月に開始した当サイトは8年の歴史に幕を閉じた。